# Alfredo Curti
Alfredo Curti (Genova, 31 ottobre 1915 – Genova, 9 giugno 1996) è stato un regista, produttore cinematografico e scrittore italiano.

## Biografia
Nato nel 1915 a Sampierdarena, all'epoca comune autonomo della futura Grande Genova, Alfredo Curti giunse in Brasile nel 1951 a bordo della "Enrico Costa". Qui svolse l'attività di documentarista grazie ad alcune spedizioni nel Mato Grosso, durante le quali entrò in contatto con tribù di indios quali i Karajà, i Kalapalo, e, nell’area del Rio das Mortes, gli Xavante. Nel 1956 la sua esperienza in ambito cinematografico terminò e Alfredo Curti  progressivamente tornò alla sua professione usuale di rappresentante farmaceutico. Morì nel 1996.

### I misteri del Mato Grosso
Nel 1951, insieme a Hidalgo Ceccon e Aldo Calamarà, Alfredo Curti realizzò il documentario di buon interesse ma scarsa circolazione I misteri del Mato Grosso (titolo originale “Rio das Mortes”, durata 79 minuti, voce narrante di Piero Fini, montaggio Jolanda Benvenuti).
Nel documentario, da non confondersi con “Rio das Mortes” di Reiner Werner Fassbinder (1970), una spedizione d’una trentina di uomini penetra territori inesplorati del Brasile in cerca di tracce di civiltà passate e presenti. Gli esploratori, partiti da Rio de Janeiro pesantemente equipaggiati, giungono nell’area del Rio Xingu ai confini con lo Stato di Mato Grosso. Qui stabiliscono un contatto con alcuni primi indios. Ritornati a Goiânia si cimentano nella faticosissima risalita di 600 km del Rio Araguaia (affluente del Rio delle Amazzoni) e quindi del Rio das Mortes, approcciando altre tribù, tra cui i bellicosi Xavante, che si erano ripetutamente scontrati con spedizioni precedenti, e accanto ai quali via via operarono soprattutto alcuni celebri missionari salesiani, fra cui il prete-antropologo Antonio Colbacchini (Bassano del Grappa VI 1881 – Castel di Godego TV 1960), già attivo, come già il confratello Don Balzola, presso la tribù Bororo, della cui lingua compilò un vocabolario.

### Yalis, la vergine del Roncador
Nel 1956, Curti contribuì a soggetto e produzione, e recitò una piccola parte, nel film drammatico Yalis, la vergine del Roncador (anche noto come “A flor selvagem” e come “La virgen rescatada”, colore, durata 92 minuti), diretto dal regista pugliese Francesco De Robertis, e interpretato da Ettore Manni, attore destinato a buona carriera cinetelevisiva, dal già affermato Tino Scotti e dalla nascente star brasiliana Vanja Orico, con musiche di Piero Piccioni, uno dei più noti autori di colonne sonore per il cinema italiano. Le notevoli riprese in Brasile (Serra do Roncador, Ilha do Bananal, Rio Araguaia, indios Kalapalo) furono di Leonardo Salmieri. Il film scontò nelle sale di proiezione una distribuzione irregolare e limitata, e – secondo la critica del tempo - una trama confusa, cui s’aggiunse una regia non particolarmente efficace.

## Eredità
La figura di Alfredo Curti e i suoi materiali etnografici dal Brasile costituirono uno dei temi della mostra-convegno “Dalla Liguria alle Americhe. Viaggi relazioni, culture” (Palazzo Fieschi, Savignone GE, 17-18 novembre 2005). La mostra si protrasse fino al 15 dicembre 2005 esponendo fotografie, locandine, rassegna stampa, pubblicazioni d'epoca e recenti. Venne inserita nel progetto “Arcipelaghi” dell’allora Assessorato alla Cultura della Provincia di Genova, e collateralmente nel programma del “Festival della Scienza 2005”. Il convegno, poi, si arricchì sia della successiva pubblicazione degli Atti, sia di una “miscellanea” di studi a cura della Comunità montana Alta Valle Scrivia. Nel corso del 2006 la vicenda di Alfredo Curti fu inoltre oggetto, a cura del figlio Umberto Curti, di incontri culturali presso Castello d’Albertis - Museo delle culture del mondo, a Genova, e presso l’IBRIT (Istituto Brasile Italia) a Milano, oggi chiuso. Il 12 maggio 2007, presso la Sala dei Chierici della Biblioteca civica Berio di Genova, si svolse la conferenza dedicata ad Alfredo Curti “I misteri del Mato Grosso, un genovese nella jungla del Brasile”.